# クヌム

クヌム。

クヌム（Khnum, Knum, Chnum, Khunemu）は、古代エジプトから伝えられている創造神の一人。ナイル川を司る神ともされ、その起源はエジプト神話のラーよりも古いとされる。フヌムとも呼ばれる。

## 概要
主に羊の頭をした人の姿で表される。この羊は、角が水平に伸びる種（Ovis longipes palaeoaegyptiacus）で、中王国時代には、絶滅してしまっている。ラーが冥界を渡る時に牡羊の姿になるのは、古い信仰の名残りとされる。
クヌムは、人間を創造した神とされ、多産を司るヘケトの配偶者とも言われる。クヌム信仰では、この神だけが創造神で、粘土を捏ねて他の神々や人間などの万物を作り上げたとされる。
また水源の管理者、ナイルの氾濫を司る神とされる。エレファンティネ（現在のアスワン）の守護神で南方から来る洪水の管理をする。普段、ナイルの水源には、結界が張られており水位が抑えられているがクヌムが、その結界を破ることによって水が溢れ出し、増水が発生すると信じられていた。ここからネイトが妻であるとする神話がある。
大ピラミッド建造で知られるクフ王は、クヌム・クフ（クヌム神は我を守りたまうという意味）とも呼ばれる。